# Stibool
Stibool is een heterocyclische verbinding van antimoon, met als brutoformule C4H5Sb. De structuur is iso-elektronisch met die van pyrrool: het stikstofatoom is hierbij vervangen door antimoon. Stibool behoort tot de groep der metallolen. 
Zuiver stibool is nog niet geïsoleerd, omdat de antimoon-waterstofbinding zeer onstabiel is. Enkele gesubstitueerde derivaten zijn wel bekend.